# Џејмс Хејлмен
Џејмс Хејлмен (1979/1980) канадски је љекар, википедиста и креатор великог броја садржаја о здрављу на Википедији.
Био је предсједник званичног огранка Викимедије Канада од 2010. до 2013. године. Од јуна до децембра 2015. године био је један од чланова Викимедијиног савјета повјереника.

## Младост и образовање
Хејлмен је рођен и одрастао у руралном Саскачевану. Дипломирао је анатомију на Универзитету у Саскачевану 2000. године. Био је на студијском боравку за породичну медицину у Британској Колумбији од 2003. до 2005. године.

## Активности на Викимедији
Од почетка његове активности као сарадник на Википедијским чланцима везаним за медицину 2008. године, Хејлмен промовише побољшање квалитета објављених медицинских садржаја на Википедији. Почео је да се занима за уређивање Википедије током ноћних смјена, када је потражио чланак о гојазности и установио да садржи многе грешке.

## Лични живот
Хејлмен ужива у трчању ултрамаратона и авантуристичких трка, а он и његова девојка су водили Гоби март 2008. године. Он је такође водио Маратон „Де сабл”, Свјетско првенство у авантуристичким тркама, и Саскатон маратон.